# Sylvano Comvalius
Sylvano Dominique Comvalius (Amsterdam, 10 augustus 1987) is een Nederlands voormalig voetballer die als aanvaller speelde.

## Loopbaan
Comvalius speelde in de jeugd voor SV Diemen, AFC Ajax, FC Omniworld en AFC. In november 2008 maakte hij de overstap van Quick Boys naar Hamrun Spartans FC. Daarvoor maakte hij in zijn eerste twaalf wedstrijden negen doelpunten.
In de zomer van 2009 ging Comvalius naar Birkirkara FC. Met deze club werd hij in zijn eerste seizoen kampioen. Comvalius maakte dat jaar in 28 wedstrijden vijftien doelpunten en was daarmee clubtopscorer. Op 1 oktober 2010 tekende hij een contract voor drie maanden bij Stirling Albion FC. In januari 2011 vertrok hij naar Al-Salmiya en vijf maanden later naar FC Atyrau. In maart 2012 ging hij in China bij Fujian Smart Hero spelen. In het seizoen 2013/14 speelde Comvalius voor Eintracht Trier dat op dat moment uitkwam in de Regionalliga Südwest. In 2014 vertrok hij naar het uit de 2. Bundesliga gedegradeerde Dynamo Dresden. Vanaf de zomer van 2015 speelde hij voor KSV Hessen Kassel in de Regionalliga Südwest. Medio 2016 ging hij in Oekraïne voor Stal Kamjanske spelen in de Premjer Liha. In maart 2017 ging Comvalius in Indonesië voor Bali United FC spelen. Met 37 doelpunten werd hij topscorer van de Liga 1. Eind november 2017 kwam hij een tweejarig contract met het Thaise Suphanburi FC overeen. Zijn contract bij Suphanburi werd op 1 juni 2018 ontbonden. Hij kwam in Thailand tot 7 wedstrijden, maar wist geen enkele keer te scoren. In december 2018 verbond hij zich voor het seizoen 2019 aan Kuala Lumpur FA in Maleisië. Op 24 april 2019 ondertekende Comvalius een contract tot eind 2020 bij het Indonesische Arema FC. In januari 2020 werd hij verhuurd aan Persipura Jayapura. Eind augustus 2020 liet hij in overleg zijn contract ontbinden. In september 2020 tekende hij een contract tot juni 2021 bij het Maltese Sliema Wanderers. In februari 2021 ging hij naar Geylang International FC in Singapore. In mei 2021 liep zijn contract af en op 21 mei meldde zijn zaakwaarnemer dat Comvalius zijn profloopbaan beëindigd had. Hij vervolgde zijn loopbaan in Nederland bij Quick Boys in de Tweede divisie. In februari 2022 beëindigde hij zijn loopbaan omdat hij het voetbal niet meer kon combineren met onder andere een trainersopleiding, werkzaamheden bij AZ, zijn maatschappelijke carrière en zijn gezinsleven.

## Statistieken
| Seizoen | Club                  | Land       | Competitie             | Wedstrijden | Doelpunten |
| ------- | --------------------- | ---------- | ---------------------- | ----------- | ---------- |
| 2007/08 | FC Omniworld          | Nederland  | Eerste Divisie         | 0           | 0          |
| 2008/09 | Quick Boys            | Nederland  | Zaterdag Hoofdklasse A |             |            |
| 2008/09 | Hamrun Spartans       | Malta      | Premier League         | 12          | 9          |
| 2009/10 | Birkirkara FC         | Malta      | Premier League         | 28          | 15         |
| 2010/11 | Stirling Albion FC    | Schotland  | First Division         | 6           | 2          |
| 2010/11 | Al-Salmiya SC         | Koeweit    | Premier League         | 11          | 6          |
| 2011    | FC Atyrau             | Kazachstan | Premjer-Liga           | 16          | 8          |
| 2012/13 | Fujian Smart Hero     | China      | Jia League             | 27          | 9          |
| 2013/14 | Eintracht Trier       | Duitsland  | Regionalliga Südwest   | 34          | 13         |
| 2014/15 | Dynamo Dresden        | Duitsland  | 3. Bundesliga          | 31          | 6          |
| 2015/16 | KSV Hessen Kassel     | Duitsland  | Regionalliga Südwest   | 28          | 8          |
| 2016/17 | Stal Kamjanske        | Oekraïne   | Premjer Liha           | 17          | 5          |
| 2017    | Bali United FC        | Indonesië  | Liga 1                 | 34          | 37         |
| 2018    | Suphanburi FC         | Thailand   | Thai League 1          | 7           | 0          |
| 2019    | Kuala Lumpur FA       | Maleisië   | Liga Super Malaysia    | 5           | 1          |
| 2019    | Arema FC              | Indonesië  | Liga 1                 | 27          | 5          |
| 2020    | → Persipura Jayapura  | Indonesië  | Liga 1                 | 2           | 0          |
| 2020/21 | Sliema Wanderers      | Malta      | Premier League         | 9           | 2          |
| 2021    | Geylang International | Singapore  | S.League               | 7           | 2          |
| 2021/22 | Quick Boys            | Nederland  | Tweede divisie         | 10          | 1          |